# Hussein Al-Ghazi
Hussein Ahmed Al-Ghazi (7 maggio 1990) è un calciatore yemenita, centrocampista dell'Al-Wakrah e della nazionale yemenita.

## Carriera

### Club
Ha giocato nel campionato yemenita e qatariota.

### Nazionale
Ha esordito in Nazionale nel 2010 e preso parte alla Coppa d'Asia 2019.